# Stipan Trogrlić
Stipan Trogrlić (Studenci, 1952.), hrvatski je povjesničar.

## Životopis
Stipan Trogrlić rodio se u Studencima kod Imotskog 1952. godine. Završio je franjevačku gimnaziju u Sinju. Diplomirao je na Odsjeku za povijest Filozofskog fakulteta Sveučilišta u Zagrebu 1976. godine. Doktorirao je 2007. godine na Odsjeku za povijest Filozofskog fakulteta u Zagrebu s temom Katolička Crkva u Istri i državna vlast (1945. – 1954.).
Diplomirao je 1996. godine i na Katoličkome bogoslovnom fakultetu Sveučilišta u Zagrebu – Područnom studiju u Rijeci. Nakon što je po završetku diplomskih studija radio kao nastavnik povijesti u osnovnoj i srednjoj školi, od 1996. godine radi na Institutu društvenih znanosti Ivo Pilar – Područni centar u Puli. Glavna tema znastvenog rada mu je proučavanje uloge Katoličke crkve u povijesti Istre 19. i 20. stoljeća, te je u toj tematici objavio do više desetaka stručnih i znanstvenih radova, kao i knjige: Katolički pokret u Istri: 1895-1914. (Zagreb, 2000.), Katolička ckrva u Istri: nacionalno-političke idejne podjele (1880.-1914) (Pula, 2006.), Odnosi Katoličke crkve u Istri i jugoslavenske državne vlasti 1945.-1954. (Pazin, 2008.), Mons. Božo Milanivić: istarski svećenik (18990.-1980.) (Zagreb, 2011.), Represija jugoslavenskog komunističkog režima prema Katoličkoj crkvi u Istri 1945.-1971. (Pazin, 2015.), Katolička crkva u Istri između otpora i potpore talijanskoj vlasti u Istri : 1918.-1943. (Pazin, 2019.).
Autor je znanstvenih članaka o odnosima Crkve i države u Istri u tijeku 19. i 20. stoljeća te drži predavanja na crkvene teme iz povijesti. Radi kao voditelj pulskog Centra za znanstvena istraživanja Instituta Ivo Pilar iz Zagreba te predaje nekoliko izbornih kolegija na Odsjeku za povijest, Odjela za humanističke znanosti Sveučilišta Juraj Dobrila u Puli. Piše članke za Glas Koncila.

## Djela
- Istarska županija: priručnik za zavičajnu nastavu, Školska knjiga, Zagreb, 1996. (suautor Ivan Bertić)
- Katolički pokret u Istri: 1895. – 1914., Hrvatski studiji-Studia Croatica, Zagreb, 2000.
- Katolička crkva u Istri: nacionalno-političke i idejne podjele: (1880. – 1914.), C.A.S.H. d.o.o., Pula, 2006.
- Odnosi Katoličke Crkve u Istri i Jugoslavenske državne vlasti 1945. – 1954., Institut Ivo Pilar – područni centar Pula i izdavačka kuća Josip Turčinović, Pazin, 2008.
- Mons. Božo Milanović, istarski svećenik (1890. – 1980.), Kršćanska sadašnjost i Državni arhiv u Pazinu, Zagreb-Pazin, 2011.[7]
- Katolička crkva u Istri između otpora i potpore talijanskoj vlasti u Istri 1918. – 1943., Biblioteka Posebna izdanja sv. 50, Državni arhiv u Pazinu - Institut za društvene znanosti Ivo Pilar, Pazin, 2019.

## Nagrade
- Dobitnik je nagrade Ljubica Štefan za 2009. godinu.[6]

## Vanjske poveznice
- Dr. sc. Stipan Trogrlić - Intervju  Arhivirana inačica izvorne stranice od 26. svibnja 2011. (Wayback Machine)

- "Predstavljanje Zbornika u čast Stipana Trogrlića", Državni arhiv u Pazinu, 21. studenog 2024. Pristupljeno 21. lipnja 2024.